# Glen Innes
Pour les articles homonymes, voir Innes.
Glen Innes est une ville australienne située dans la zone d'administration locale de Glen Innes Severn, dont elle est le chef-lieu, en Nouvelle-Galles du Sud.

## Géographie
La ville est située dans la région de Nouvelle-Angleterre en Nouvelle-Galles du Sud, à 600 km au nord de Sydney. Elle est située sur la New England Highway et la Gwydir highway.

## Histoire
La région où est située aujourd'hui Glen Innes était habitée à l'origine par les Ngarbal.
Glen Innes a été déclarée ville en 1852 et en 1866, la population était d'environ 350 habitants. 
L'étain a été découvert pour la première fois à Emmaville en 1872 et Glen Innes est devenu un centre d'exploitation minière à la fin du XIXe siècle. En 1875, la population était passée à environ 1 500 habitants et la ville comptait une école, trois églises, cinq hôtels, deux journaux hebdomadaires, sept magasins et diverses sociétés et associations. 
en 2004, Glen Innes est fusionnée avec le comté de Severn pour former la zone d'administration locale de Glen Innes Severn.

## Démographie
La population s'élevait à La population s'élevait à 6 135 habitants en 2011 et à 6 155 habitants en 2016.